# 阳江革命烈士纪念碑
阳江革命烈士纪念碑，位于中国广东省阳江市江城区北山文化公园内，为阳江市的一个市、县级文物保护单位，类型为近现代重要史迹及代表性建筑，公布时间为1986年4月。
阳江革命烈士纪念碑的历史年代为现代。